# Batalla de Tertry
La batalla de Tertry fue un combate importante que enfrentó en la Galia merovingia a las huestes de Austrasia de Pipino II con las coligadas de Neustria y Borgoña. Se libró en 687 en la localidad de Tertry, junto al río Somme, y se narra cual epopeya en los Annales mettenses priores. Los austrasios vencieron y como consecuencia dominaron desde entonces la política de la vecina Neustria.

Mapa de Francia en 714 (Austrasia aparece en verde)

## Historia
El poderoso mayordomo de palacio austrasio Pipino de Heristal (Pipino II) había firmado la paz con su homólogo neustrio, Waratton, en 681.  Sin embargo, los sucesores de este habían reanudado las hostilidades entre los dos territorios, habituales en tiempos de desunión. El reino franco se reunificó entonces bajo el cetro de Teoderico III, que heredó Austrasia en 679. Teoderico III —nacido y criado en Neustria y muy unido a su tierra natal— y los nobles de Neustria y Borgoña acaudillados por su mayordomo Berthar invadieron Austrasia. Pero Pipino los venció en Tertry en 687. El historiador Michael Frassetto afirma que la contienda, en cuyo marco se disputó la batalla de Tertry, fue esencialmente resultado de una antigua disputa entre los notables austrasios y neustrios y de la guerra civil en la que estaba sumida por entonces Neustria. Según los Annales mettenses priores —probablemente escritos en la abadía de Chelles—, Pipino obtuvo una gran victoria en la batalla a la cabeza de las huestes austrasias.
Con su hegemonía confirmada en el campo de batalla, los vencedores destituyeron a Berthar. Pipino encargó a Nordeberto que lo representase en Neustria y Borgoña; como primer merovingio en tal puesto, era un mero regente títere de Pipino. El rey tuvo que otorgar a este el cargo de mayordomo de Austrasia, Neustria y Borgoña. La victoria de Pipino puso fin al poder de los mayordomos de Neustria y confirió el poder en la zona a los mayordomos pipínidas, que desde entonces dominaron la política regional. Según la historiadora Rosamond McKitterick, la batalla de Tertry constituye uno de los hitos principales de la historia de la dinastía carolingia. A pesar de la trascendencia que tuvo la batalla en el fortalecimiento político de Pipino, la familia tardó aún dos generaciones en alcanzar el trono franco, con Pipino el Breve.
Las consecuencias principales de la batalla fueron: la mengua de la autoridad real, puesto que un merovingio había perdido nuevamente en el combate; la hegemonía de Austrasia sobre el resto del reino, que permitió posteriores conquistas en el este y traspasar el centro de poder a Aquisgrán, capital del Imperio carolingio; la toma del poder efectivo por los pipínidas, que se plasmó en la asunción del título de dux et princeps Francorum por Pipino; y, finalmente, la supremacía personal del propio Pipino, que reinó en la práctica sobre los francos durante veintisiete años, como afirma una crónica. Pipino dedicó lo que quedaba del siglo VII y el comienzo del siguiente a afianzar la restaurada hegemonía franca en Alemania, mediante la subyugación a los francos de los frisios, sajones, alemanes, suebos, turingios y bávaros.
A partir de la batalla, la principal figura política de Francia fue el mayordomo pipínida. Su hijo —ilegítimo, Carlos Martel— detuvo el avance musulmán hacia el centro de Europa;. Su etapa como mayordomo marca el principio del período de poder carolingio en el reino franco.